# Алгоритм Манакера
Алгоритм Манакера (англ. Manacher's algorithm) — алгоритм с линейным временем работы, позволяющий получить в сжатом виде информацию обо всех палиндромных подстроках заданной строки. Предложен Гленном Манакером в 1975 году. Изначальной задачей, решаемой алгоритмом, был поиск наименьшего префикс-палиндрома заданной строки, однако получаемая в результате работы алгоритма структура позволяет решать и более общие задачи. Так, Манакером было продемонстрировано, что алгоритм позволяет проверить, может ли строка быть представлена в виде {\displaystyle (\omega \omega ^{R})^{k}}, где {\displaystyle \omega } — некоторая строка, {\displaystyle \omega ^{R}} — её обращение. В 1995 году Апостолико, Бреслауэр и Галил указали на то, что, по своему построению, алгоритм Манакера не только находит кратчайший префикс-палиндром, но также позволяет найти максимальные радиусы палиндромов для каждого возможного центра палиндромной подстроки.

## Постановка задачи
- Пусть {\displaystyle \omega =\omega _{1}\omega _{2}\dots \omega _{n}} — некоторая строка. Её обращением называется строка {\displaystyle \omega ^{R}=\omega _{n}\dots \omega _{2}\omega _{1}}, составленная из тех же символов, но записанных в обратном порядке.
- Строка {\displaystyle \omega } называется палиндромом если {\displaystyle \omega =\omega ^{R}}, то есть если она одинаково читается слева направо и справа налево.
- Палиндром {\displaystyle \omega } называется чётным если имеет чётную длину и нечётным в противном случае. Любой чётный палиндром имеет вид {\displaystyle \omega =vv^{R}}, а нечётный имеет вид {\displaystyle \omega =vav^{R}}, где {\displaystyle a} — произвольный символ.
- У строки {\displaystyle \omega } есть чётный палиндром радиуса {\displaystyle r} с центром в позиции {\displaystyle k} если {\displaystyle \omega _{k-i}=\omega _{k+i-1}} для {\displaystyle i=1,\dots ,r}. Соответственно, у строки есть нечётный палиндром радиуса {\displaystyle r} с центром в {\displaystyle k} если {\displaystyle \omega _{k-i}=\omega _{k+i}} для {\displaystyle i=1,\dots ,r}.

- Радиус {\displaystyle r} называется максимальным для позиции {\displaystyle k} если у строки нет палиндрома с радиусом {\displaystyle r+1} с центром в той же позиции.

Алгоритм Манакера позволяет за линейное время найти максимальные радиусы чётных и нечётных палиндромов в каждой позиции {\displaystyle k=1,\dots ,n} строки {\displaystyle \omega }.

## Реализация
Ниже приведена реализация алгоритма на Python.
```
def
 
manacher_odd
(
s
):

    
s
 
=
 
'$'
 
+
 
s
 
+
 
'^'

    
n
 
=
 
len
(
s
)

    
res
 
=
 
[
0
]
 
*
 
n

    
l
 
=
 
0

    
r
 
=
 
0

    
for
 
i
 
in
 
range
(
1
,
 
n
 
-
 
1
):

        
res
[
i
]
 
=
 
max
(
0
,
 
min
(
r
 
-
 
i
,
 
res
[
l
 
+
 
(
r
 
-
 
i
)]))

        
while
 
s
[
i
 
-
 
res
[
i
]]
 
==
 
s
[
i
 
+
 
res
[
i
]]:

            
res
[
i
]
 
+=
 
1

        
if
 
i
 
+
 
res
[
i
]
 
>
 
r
:

            
l
 
=
 
i
 
-
 
res
[
i
]

            
r
 
=
 
i
 
+
 
res
[
i
]

    
return
 
res
[
1
:
-
1
]

def
 
manacher
(
s
):

    
res
 
=
 
manacher_odd
(
'#'
 
+
 
'#'
.
join
(
s
)
 
+
 
'#'
)[
1
:
-
1
]

    
return
 
([
x
 
//
 
2
 
for
 
x
 
in
 
res
[::
2
]],
 
[
x
 
//
 
2
 
for
 
x
 
in
 
res
[
1
::
2
]])

```

Функция manacher_odd возвращает массив Манакера для палиндромов нечётной длины, функция manacher возвращает пару из массивов Манакера для палиндромов нечётной и чётной длины соответственно, сводя вычисление массива для чётных длин к нечётному случаю путём добавления служебного символа #.